# Аль-Мульк
Аль-Мульк (араб. الملك — Власть) — шестьдесят седьмая сура Корана. Сура мекканская. Ниспослана между сурами Ат-Тур  и Аль-Хакка. Состоит из 30 аятов.

## Содержание
Она получила такое название, по слову в первом аяте суры. Главная цель этой священной суры — привлечь внимание и мысли к знамениям, свидетельствующим о всемогуществе Аллаха в душах и во Вселенной: в небесах и на земле, чтобы вести людей к вере в Аллаха и в Судный день.

Благословен Тот, в Чьей Руке власть, Кто способен на всякую вещь, ۝ Кто сотворил смерть и жизнь, чтобы испытать вас и увидеть, чьи деяния окажутся лучше. Он — Могущественный, Прощающий. ۝ Он создал семь небес одно над другим. В творении Милостивого ты не увидишь никакой несообразности. Взгляни ещё раз. Видишь ли ты какую-нибудь трещину? ۝ Потом взгляни ещё раз и ещё раз, и твой взор вернется к тебе униженным, утомлённым. ۝ Воистину, Мы украсили ближайшее небо светильниками и установили их для метания в дьяволов. Мы приготовили для них мучения в Пламени. ۝ Для тех, кто не уверовал в своего Господа, приготовлены мучения в Геенне. Как же скверно это место прибытия! ۝ Когда их бросят туда, они услышат, как она ревёт, когда кипит. ۝ Она готова разорваться от ярости. Каждый раз, когда туда будут бросать толпу, её стражи будут спрашивать их: «Разве к вам не приходил предостерегающий увещеватель?» ۝ Они скажут: «Конечно, предостерегающий увещеватель приходил к нам, но мы сочли его лжецом и сказали: „Аллах ничего не ниспосылал, а вы лишь пребываете в большом заблуждении“». ۝ Они скажут: «Если бы мы прислушивались и были рассудительны, то не оказались бы среди обитателей Пламени». ۝ Они признаются в своём грехе. Прочь же, обитатели Пламени! ۝ Воистину, тем, которые боятся своего Господа, не видя Его воочию, уготованы прощение и великая награда.
—  67:1—12 (Кулиев)